# Небрат Вікторія Василівна
Вікторія Василівна Небрат (27 серпня 1966, Київ) – економістка, докторка економічних наук (2014). Закінчила Київський університет (1988). Відтоді працювала у Львівcькому техніко-економічному коледжі; від 2007 – в Інституті економіки та прогнозування НАН України (Київ): від 2009 – завідувачка відділу економічної історії. Водночас викладає в закладах вищої освіти, зокрема від 2008 – професорка кафедри економічної теорії Національного університету «Києво-Могилянська академія». 

## Наукові дослідження
Методологія історико-економічних досліджень, історія української економічної думки та господарства України.

## Основні праці
- Українська фінансова думка другої половини XIX – початку XX століть. 2007. Київ.
- Ретроспектива ринкових перетворень в Україні: сучасний дискурс. 2010. Київ (співавт.)
- Еволюція ринкових інститутів в Україні. Ч. 1–2. 2012. Київ (співавт.)
- Еволюція теорії державних фінансів в Україні. 2013. Київ
- Економіка України в дослідженнях і прогнозах: 20 років діяльності Інституту економіки та прогнозування НАН України. 2018. Київ (співавт.) http://ief.org.ua/docs/mg/303.pdf